# Elihu Root
Elihu Root (ur. 15 lutego 1845 w Clinton, zm. 7 lutego 1937 w Nowym Jorku) – amerykański prawnik i polityk, laureat Pokojowej Nagrody Nobla.
Jego ojciec wykładał matematykę w prestiżowym Hamilton College, matematykiem był również jego starszy brat. Elihu w 1867 ukończył studia prawnicze na Uniwersytecie Nowojorskim i rozpoczął praktykę w kancelarii.
Był członkiem Partii Republikańskiej. W 1889 prezydent William McKinley powierzył mu funkcję sekretarza wojny w swoim gabinecie. Urząd ten piastował aż do roku 1905, kiedy to Theodore Roosevelt mianował go sekretarzem stanu – był nim do 27 stycznia 1909. W tym czasie brał udział w negocjacjach w Ameryce Południowej, związanych m.in. z budową Kanału Panamskiego. W latach 1909–1915 był senatorem 3. klasy ze stanu Nowy Jork.
W czasie I wojny światowej sprzeciwiał się polityce neutralności prezydenta Woodrowa Wilsona. Po wojnie działał w komisji Ligi Narodów tworzącej Stały Trybunał Sprawiedliwości Międzynarodowej.
W 1912 otrzymał Pokojową Nagrodę Nobla.